# Коронник річковий
Коронник річковий (Myiothlypis rivularis) — вид горобцеподібних птахів родини піснярових (Parulidae). Мешкає в Південній Америці. Його спочатку відносили до роду Basileuterus, а згодом до роду Коронник (Basileuterus), однак за результатами молекулярно-філогенетичного дослідження річковий коронник і низка інших видів були переведені до відновленого роду Myiothlypis Утворює надвид з блідим коронником.

## Опис
Довжина птаха становить 13,5 см, вага 11,5-16,5 г. Довжина крила самця становить 6,1-6,9 см, довжина крила самиці 5,9-6,5 см. Лоб чорний, тім'я чорне, посередині сіра смуга. Над очима світлі "брови". Голова оливково-коричнева, поцяткована на скронях численними світло-бежевими і білими смугами. Потилиця і шия сірі, верхня частина тіла темно-оливкова, нижня частина спини і покривні пера хвоста світло-оливкові. Крила темно-коричневі. Горло світло-бежеве, груди і живіт світлі, гузка жовтувато-коричнева. Дзьоб чорний, лапи тілесного кольору.

## Підвиди
Виділяють три підвиди:
- M. r. mesoleuca (Sclater, PL, 1865) — східна Венесуела, Гаяна, Французька Гвіана, Суринам, північна Бразилія;
- M. r. rivularis (Wied-Neuwied, 1821) — південно-східна Бразилія, східний Парагвай, північно-східна Аргентина;
- M. r. boliviana (Sharpe, 1885) — схід центральної Болівії.

## Екологія і поведінка
Блідий коронник мешкає трьома окремими популяціями. Перша мешкає на півночі континенту: у Венесуелі. Гаяні. Французькій Гвіані, Суринамі і на півночі бразильської Амазонії. Друга популяція мешкає в передгір'ях болівійських Анд. Третя популяція мешкає на південному сході Бразилії, на сході Парагваю і на крайньому північному заході Аргентини. Це осілий вид птахів по всьому ареалу. Живе в тропічних рівнинних лісах, водно-болотних угіддях, поблизу річок і струмків на висоті до 1000 м над рівнем моря. Підвид M. r. boliviana  живе на висоті до 1400 м над рівнем моря.